# Reforma de Volok

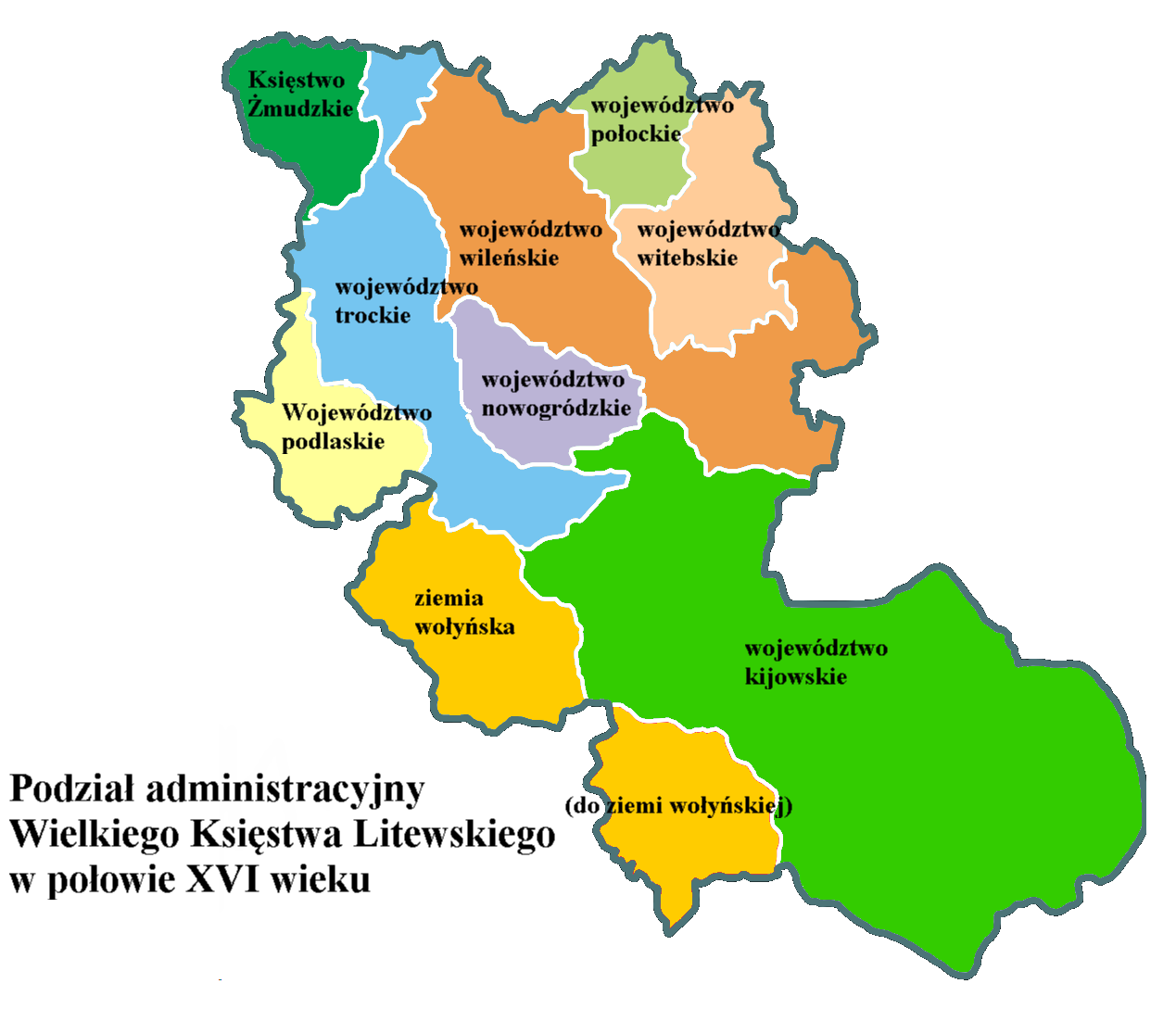
División administrativa del Gran Ducado de Polonia-Lituania en la mitad del siglo XVI

La reforma de Volok (lituano: reforma de Valakų, bielorruso: Валочная памера) fue una reforma agraria del siglo XVI en partes del Gran Ducado de Lituania (Lituania propiamente dicha, Ducado de Samogitia y partes de Rusia blanca). La reforma fue iniciada por la Gran Duquesa Bona Sforza en sus posesiones para aumentar los ingresos del tesoro estatal, pero pronto se expandió a todo el estado y fue copiada por otros nobles y la Iglesia. La reforma aumentó la eficacia de la agricultura al establecer un estricto sistema de tres campos para la rotación de cultivos. La tierra se midió, se registró en un catastro y se dividió en voloks (unidad de superficie de aproximadamente 21,4 hectáreas). El volok se convirtió en la medida de los servicios feudales. La reforma fue un éxito en términos de ingresos estatales anuales que se cuadriplicaron de 20.000 a 82.000 kopas de groschens lituanos. En términos sociales, la reforma y el Tercer Estatuto de Lituania (1588) que la acompaña, promovieron el desarrollo del señorío y la servidumbre plenamente establecida en Lituania, que existió hasta la reforma de emancipación de 1861. La nobleza estaba claramente separada de los campesinos, lo que limitaba en extremo la movilidad social.

## Antecedentes
Los inicios de la servidumbre en Lituania se remontan a finales del siglo XIV cuando los grandes duques regalaban tierras y campesinos, conocidos como veldamai, a los nobles lituanos por su servicio militar (cf. beneficio ). La práctica fue particularmente popular durante el reinado de Vytautas (que reinó entre 1392 y 1430) y Casimir Jagiellon (que reinó entre 1440 y 1492). Los grandes duques también emitieron una serie de privilegios que transfirieron a los veldamai aún más bajo el control de los nobles. Eso permitió a los nobles establecer grandes propiedades que tenían hasta unos pocos cientos de familias campesinas (por ejemplo, Upninkai y Musninkai de Radvilos). Los nobles más ricos se volvieron magnates. Según las estimaciones de Jerzy Ochmański basadas en el censo militar de 1528, los magnates (menos del 1% de la nobleza) controlaban alrededor del 30% de las propiedades de la nobleza.
Al mismo tiempo, se produjeron avances importantes en Europa occidental. La era de los descubrimientos y la revolución comercial trasladó la iniciativa económica de la agricultura al comercio y la industria. Los comerciantes comenzaron a concentrarse en importar materias primas y exportar productos terminados. Como resultado, había aumentado la demanda de productos agrícolas, principalmente cereales. Eso presentó una oportunidad para los nobles lituanos. Su actividad económica pasó del servicio militar (tomar parte del botín de guerra, recibir beneficios del Gran Duque) a la agricultura (cultivar y exportar granos a mercados extranjeros). Existían motivaciones importantes para expandir la tierra cultivable y asegurar mano de obra barata y permanente.

## Reforma
La reforma se inició en 1547 en las tierras del Gran Duque. Se promulgó como ley el 1 de abril de 1557 y el proceso continuó hasta la década de 1580.
El Gran Duque fue declarado propietario de todos los campesinos y sus tierras, eliminando así los restos de títulos alodiales. A los nobles que no pudieron demostrar su condición de noble o propiedad de la tierra, se les confiscó la tierra y se redujo su condición a la de campesinos. La tierra del Gran Duque se midió, evaluó su calidad y se registró en un catastro. Las parcelas de tierra que pertenecían a un noble se trasladaron a otro lugar para formar una extensión de tierra unificada. Este tracto luego se dividió.
La tierra alrededor de la mansión fue asignada a folwark (granja del Gran Duque). Las regulaciones decían que cada volok de folwark debería tener siete voloks campesinos. La tierra asignada a las granjas campesinas (la aldea) estaba ubicada más lejos de la mansión. Los topógrafos intentaron dibujar un rectángulo lo más correcto posible. Las casas de los campesinos a menudo se movían para formar un asentamiento lineal a lo largo de la carretera única. La tierra campesina se dividió en tres campos iguales para facilitar el sistema de rotación de cultivos de tres campos. Luego, cada campo se dividió en franjas (lituano: rėžius) y asignado a cada hogar de siervos. De esa manera a cada siervo se le asignó una tira en cada campo; las tres franjas medían un volok (aproximadamente 21,4 hectáreas). A los siervos más ricos con suficiente mano de obra a veces se les asignaba tierras adicionales fuera de la aldea designada; estas granjas se conocían como más allá de las fronteras (en lituano: užusienis). Los siervos más pobres compartían un volok entre 2 o 3 familias. En promedio, cada hogar de siervos tenía alrededor de 16 hectáreas.
Dado que la tierra era propiedad del Gran Duque, los campesinos tenían que prestar servicios y pagar cuotas al terrateniente a cambio del uso de sus granjas. La unidad de tales servicios era un volok. Inicialmente, un campesino que poseía un volok tenía que trabajar 2 días a la semana en el folwark (corvée; lituano: lažas), dependiendo de la calidad de la tierra, pagaba entre 4 y 24 grosz de renta de la tierra feudal (lituano: činšas) y pagaba tributo con avena y heno (lituano: dėkla). Estos servicios feodales aumentaron significativamente durante los años.